# Pure Heroine Tour
A Pure Heroine Tour foi a turnê inaugural da cantora e compositora neozelandesa Lorde, como apoio a seu primeiro álbum de estúdio, Pure Heroine (2013). Sua primeira apresentação ocorreu no festival Splendour in the Grass como uma substituição de última hora de Frank Ocean. Antes da turnê, Lorde se apresentou em pequenos clubes e bares pela Nova Zelândia e Austrália. Concertos na América do Norte foram anunciados em agosto de 2013, seguidos por uma série de datas na Oceania. Datas na Europa e América do Sul se seguiram.
O concerto consistiu de três segmentos e três trocas de roupa. Com a exceção de alguns covers, a lista de canções incluía apenas canções de seu álbum de lançamento. Geralmente, Lorde aparecia no palco escondida do público, visível apenas em silhueta. Ela também estreou uma canção não lançada chamada "Good Fights". Uma lista de canções alternativa foi apresentada depois da primeira parte norte-americana da turnê.

## Antecedentes
O primeiro grande concerto de Lorde foi no festival Splendour in the Grass em 28 de julho de 2013, onde serviu como uma substituição de última hora para Frank Ocean, que teve que cancelar sua aparição no festival australiano. Antes desse concerto, Lorde tinha se apresentado publicamente apenas cinco vezes em pequenas casas noturnas e bares na Nova Zelândia e Austrália. Em 7 de agosto de 2013, Lorde anunciou datas da turnê na América do Norte para apoiar seu álbum de estreia Pure Heroine (2013); datas para a Austrália foram anunciadas duas semanas depois. Lorde estreou uma canção não lançada chamada "Good Fights" em um número limitado de concertos.
Em uma entrevista com a Fuse, Lorde descreveu a turnê como "bela" e "estilizada" com diversas trocas de roupa. Ela recusou um espaço de abertura do concerto para Katy Perry, dizendo que é importante que um artista se estabeleça sozinho: "eu sou basicamente muito teimosa e quero ser muito independente. Então eu quero ser a atração principal de meus próprios concertos ao invés de apoiar outra pessoa."

Lorde preparou três segmentos para seu concerto, demonstrando a audiência americanas que ela havia crescido, dizendo:
Eu tive essa ideia de que eu queria que fosse dividido em três partes. A primeira parte seria meio que minha casa e minha vida antes de tudo acontecer comigo, e ter um sentimento bem suburbano. Eu tenho essas lâmpadas de rua que estão no palco comigo, e quero muito ancorar isso naquele mundo. E nós fomos e filmamos a minha cidade, e o molhe onde eu me sentava todo dia no verão, e o túnel branco por onde você passa quando vai de Auckland para o North Shore [...] eu fiz eles filmarem aquele túnel, eu queria que fosse o meu mundo. E mostrar isso para essas audiências americanas, esse é o meu lugar. [...] E depois o conceito [...] entra na minha cabeça e nos meus sonhos, e todo o tipo de emoções abstratas que você tem quando embarca em algo assim. E a terceira seção é o dia de hoje. [...] São três atos bem claros. E aquele primeiro é todo sobre o meu lar.

## Sinopse do concerto

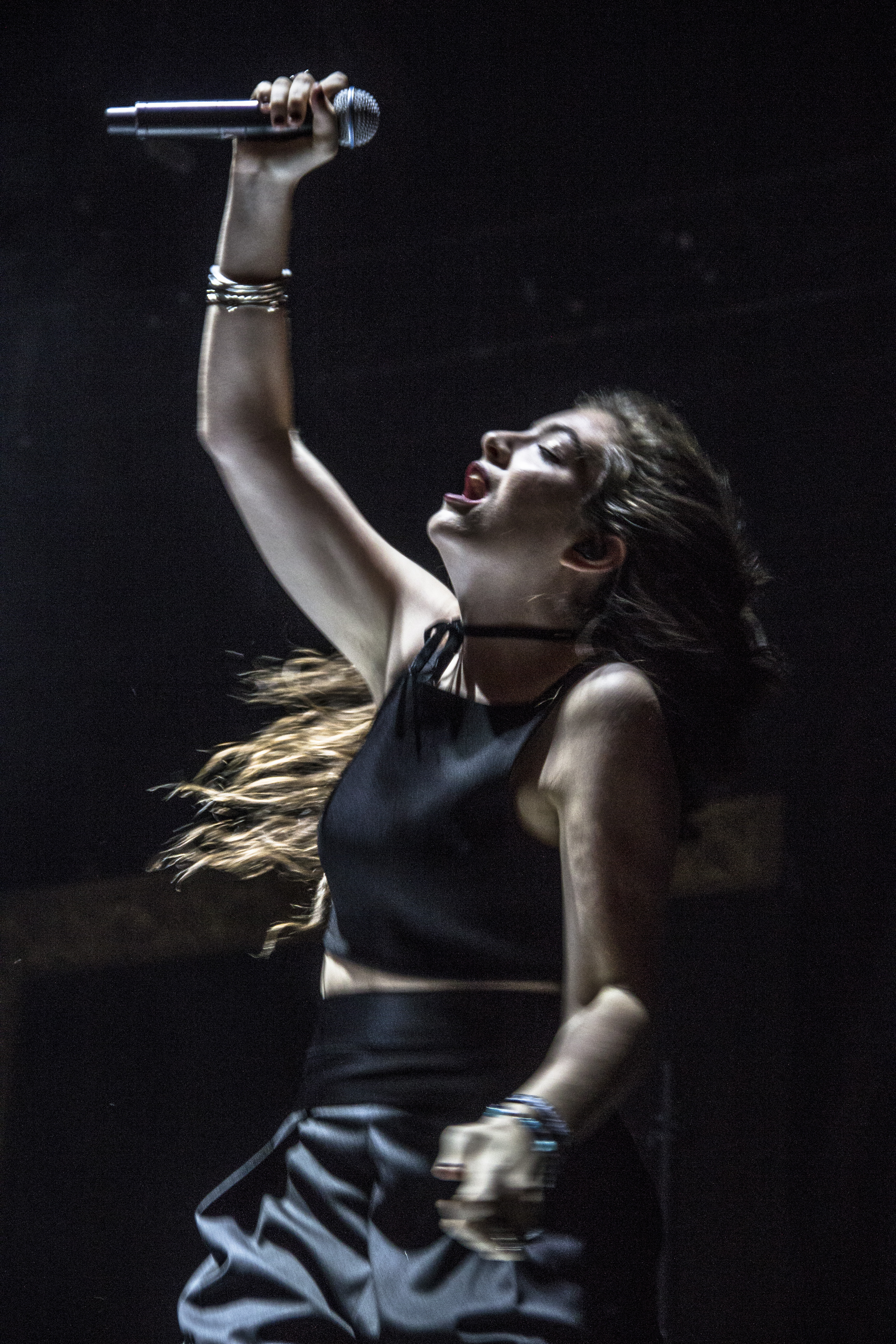
Lorde se apresentando no festival Boston Calling em 2014.

O concerto foi dividido em três partes. O concerto principal começou com Lorde atrás de uma cortina preta, com um holofote branco e um candelabro no palco enquanto apresentava "Glory and Gore". Várias configurações de iluminação e a banda de turnê de Lorde foram divulgadas; a banda consistia de Jimmy Mac, um DJ e tecladista, bem como Ben Barter, um baterista. Lorde fazia movimentos de dança idiossincráticos enquanto as luzes piscavam e desapareciam pelo palco. A cortina preta caía para revelar um palco escassamente decorado durante "Biting Down"; três porta-retratos ficavam pendurados acima de Lorde. Sua apresentação era acompanhada por rotinas de dança livre.
Durante "Tennis Court", fumaça e luzes verdes iluminavam o palco; Um vídeo de garotos jogando rugby na chuva era mostrado ao fundo. A próxima canção, "Buzzcut Season", mostrava outro vídeo documentando Lorde enquanto andava em um píer de Devonport, Nova Zelândia, e olhava para as luzes de rua da cidade. O palco era iluminado em tons de azul. Antes de apresentar "Still Sane", Lorde rapidamente mencionava os visuais de sua turnê, todos filmados em Auckland, dizendo "eu levei esses lugares comigo para o mundo todo, através da América. E foi confortante tê-lo comigo no palco de certa forma toda noite." Para "Swingin Party", uma projeção espelhada era mostrada para a audiência. Um vídeo de fundo mostrando uma vizinhança era mostrado em "400 Lux"; O vídeo contava com locações como o Victoria Park Tunnel. Ela apresentava "Ribs" com um curto monólogo sobre a inspiração para a canção; ela foi escrita durante o mês de fevereiro de 2013 depois que ela e sua irmã fizeram uma festa. Ela também cita seu medo de envelhecer como uma inspiração.
Lorde se trocava para um terno branco, uma regata e um casaco antes de cantar um cover da canção de 2013 de Kanye West "Hold My Liquor". A apresentação era seguida por outra troca de roupa: uma roupa vermelha com uma coroa dourada e uma capa. Um lustre iluminava o palco em cores douradas e imagens de coroas eram mostradas no fundo durante "Royals". Uma marquise que mostrava "Tonight: The Tragic and Wonderful Triumphal Procession of Lorde" ("Hoje: A Procissão Triunfal Trágica e Maravilhosa e Lorde") era exibida. Outra troca de roupa, um macacão metálico e uma capa comprida, acompanhava "Team". Holofotes de diferentes cores iluminavam o palco. Uma seção instrumental estendida tocava enquanto Lorde saía do palco; Lorde voltava com um roupão dourado e canhões de confete explodiam.

## Atos de abertura
- Nick Mulvey[20] (Europa)
- Until the Ribbon Breaks[21] (América do Norte)
- Lo-Fang[22] (América do Norte)
- Majical Cloudz[23] (América do Norte)
- Doprah[24] (Oceania)
- Oliver Tank[25] (Oceania)
- Safia[26] (Oceania)
- Yumi Zouma[27] (Oceania)

## Repertório
Este repertório é do concerto de 18 de março de 2014. Ele não representa todos os concertos durante a turnê. Lorde mudou os covers durante a progressão da turnê, incluindo as canções "Flashing Lights" e "Hold My Liquor" de Kanye West e "Heavenly Father" de Bon Iver.
| 1. "Glory and Gore" 2. "Biting Down" 3. "Tennis Court" 4. "White Teeth Teens" 5. "Buzzcut Season" | 1. "Swingin Party" (cover de The Replacements) 2. "Still Sane" 3. "400 Lux" 4. "Bravado" 5. "Easy" (cover de Son Lux) | 1. "Ribs" 2. "Royals" 3. "Team" 4. "A World Alone" |

## Datas
| Data                   | Cidade                | País           | Local                                        |
| Oceania                | Oceania               | Oceania        | Oceania                                      |
| ---------------------- | --------------------- | -------------- | -------------------------------------------- |
| 28 de julho de 2013    | Byron Bay             | Austrália      | North Byron Parklands                        |
| América do Norte       |                       |                |                                              |
| 6 de agosto de 2013    | Nova Iorque           | Estados Unidos | Le Poisson Rouge                             |
| 8 de agosto de 2013    | Los Angeles           | Estados Unidos | Echoplex                                     |
| Europa                 |                       |                |                                              |
| 10 de setembro de 2013 | Berlim                | Alemanha       | Clärchens Ballroom                           |
| 18 de setembro de 2013 | Londres               | Inglaterra     | White Heat at Madame JoJo's                  |
| América do Norte       |                       |                |                                              |
| 24 de setembro de 2013 | Los Angeles           | Estados Unidos | The Fonda Theatre                            |
| 25 de setembro de 2013 | Los Angeles           | Estados Unidos | Belasco Theater                              |
| 27 de setembro de 2013 | São Francisco         | Estados Unidos | The Fillmore                                 |
| 28 de setembro de 2013 | Seattle               | Estados Unidos | Showbox at the Market                        |
| 30 de setembro de 2013 | Nova Iorque           | Estados Unidos | Webster Hall                                 |
| 1 de outubro de 2013   | Nova Iorque           | Estados Unidos | Webster Hall                                 |
| 3 de outubro de 2013   | Nova Iorque           | Estados Unidos | Warsaw                                       |
| 6 de outubro de 2013   | Toronto               | Canadá         | Danforth Music Hall                          |
| Oceania                |                       |                |                                              |
| 16 de outubro de 2013  | Brisbane              | Austrália      | The Zoo                                      |
| 17 de outubro de 2013  | Sydney                | Austrália      | The Metro Theatre                            |
| 18 de outubro de 2013  | Sydney                | Austrália      | The Metro Theatre                            |
| 19 de outubro de 2013  | Camberra              | Austrália      | Zierholz at UC                               |
| 21 de outubro de 2013  | Melbourne             | Austrália      | The Corner Hotel                             |
| 22 de outubro de 2013  | Melbourne             | Austrália      | The Corner Hotel                             |
| América do Norte       |                       |                |                                              |
| 3 de dezembro de 2013  | Seattle               | Estados Unidos | KeyArena                                     |
| 4 de dezembro de 2013  | Portland              | Estados Unidos | Crystal Ballroom                             |
| 7 de dezembro de 2013  | Oakland               | Estados Unidos | Oracle Arena                                 |
| 8 de dezembro de 2013  | Los Angeles           | Estados Unidos | Shrine Auditorium                            |
| Oceania                |                       |                |                                              |
| 29 de janeiro de 2014  | Auckland              | Nova Zelândia  | Silo Park                                    |
| 31 de janeiro de 2014  | Brisbane              | Austrália      | RNA Showgrounds                              |
| 1 de fevereiro de 2014 | Melbourne             | Austrália      | Footscray Community Arts Centre              |
| 2 de fevereiro de 2014 | Sydney                | Austrália      | Sydney College of The Arts                   |
| 8 de fevereiro de 2014 | Perth                 | Austrália      | The Esplanade                                |
| América do Norte       |                       |                |                                              |
| 3 de março de 2014     | Austin                | Estados Unidos | Austin Music Hall                            |
| 4 de março de 2014     | Dallas                | Estados Unidos | South Side Ballroom                          |
| 5 de março de 2014     | Houston               | Estados Unidos | Bayou Music Center                           |
| 7 de março de 2014     | Washington, D.C.      | Estados Unidos | Echostage                                    |
| 8 de março de 2014     | Upper Darby           | Estados Unidos | Tower Theatre                                |
| 10 de março de 2014    | Nova Iorque           | Estados Unidos | Roseland Ballroom                            |
| 11 de março de 2014    | Nova Iorque           | Estados Unidos | Roseland Ballroom                            |
| 12 de março de 2014    | Nova Iorque           | Estados Unidos | Roseland Ballroom                            |
| 14 de março de 2014    | Boston                | Estados Unidos | Orpheum Theatre                              |
| 15 de março de 2014    | Toronto               | Canadá         | Sound Academy                                |
| 16 de março de 2014    | Detroit               | Estados Unidos | The Fillmore Detroit                         |
| 18 de março de 2014    | Chicago               | Estados Unidos | Aragon Ballroom                              |
| 20 de março de 2014    | St. Louis             | Estados Unidos | Peabody Opera House                          |
| 21 de março de 2014    | Kansas City           | Estados Unidos | Arvest Bank Theatre at The Midland           |
| 22 de março de 2014    | Denver                | Estados Unidos | Fillmore Auditorium                          |
| 24 de março de 2014    | Seattle               | Estados Unidos | WaMu Theater                                 |
| 26 de março de 2014    | Oakland               | Estados Unidos | Fox Theater                                  |
| 27 de março de 2014    | Oakland               | Estados Unidos | Fox Theater                                  |
| América do Sul         |                       |                |                                              |
| 30 de março de 2014    | Santiago              | Chile          | O'Higgins Park                               |
| 1 de abril de 2014     | San Isidro            | Argentina      | Hipódromo de San Isidro                      |
| 5 de abril de 2014     | São Paulo             | Brasil         | Autódromo de Interlagos                      |
| América do Norte       |                       |                |                                              |
| 8 de abril de 2014     | San Miguel de Allende | México         | Plaza de Toros Oriente                       |
| 9 de abril de 2014     | Cidade do México      | México         | Auditorio BlackBerry                         |
| 12 de abril de 2014    | Indio                 | Estados Unidos | Empire Polo Grounds                          |
| 15 de abril de 2014    | Las Vegas             | Estados Unidos | The Cosmopolitan of Las Vegas Boulevard Pool |
| 17 de abril de 2014    | Phoenix               | Estados Unidos | Comerica Theatre                             |
| 19 de abril de 2014    | Indio                 | Estados Unidos | Empire Polo Grounds                          |
| Europa                 |                       |                |                                              |
| 24 de maio de 2014     | Glasgow               | Escócia        | Glasgow Green                                |
| 26 de maio de 2014     | Utreque               | Países Baixos  | TivoliVredenburg Ronda                       |
| 29 de maio de 2014     | Berlim                | Alemanha       | Columbiahalle                                |
| 31 de maio de 2014     | Lisboa                | Portugal       | Parque da Bela Vista                         |
| 1 de junho de 2014     | Paris                 | França         | Parc de Bagatelle                            |
| 5 de junho de 2014     | Londres               | Inglaterra     | O2 Shepherd's Bush Empire                    |
| 6 de junho de 2014     | Londres               | Inglaterra     | O2 Academy Brixton                           |
| 7 de junho de 2014     | Londres               | Inglaterra     | Earls Court Exhibition Centre                |
| Oceania                |                       |                |                                              |
| 5 de julho de 2014     | Perth                 | Austrália      | HBF Stadium                                  |
| 8 de julho de 2014     | Adelaide              | Austrália      | Adelaide Entertainment Centre                |
| 11 de julho de 2014    | Sydney                | Austrália      | Hordern Pavilion                             |
| 12 de julho de 2014    | Sydney                | Austrália      | Hordern Pavilion                             |
| 15 de julho de 2014    | Melbourne             | Austrália      | Festival Hall                                |
| 16 de julho de 2014    | Melbourne             | Austrália      | Festival Hall                                |
| 19 de julho de 2014    | Newcastle             | Austrália      | Newcastle Entertainment Centre               |
| 20 de julho de 2014    | Brisbane              | Austrália      | Riverstage                                   |
| Ásia                   |                       |                |                                              |
| 27 de julho de 2014    | Niigata               | Japão          | Naeba Ski Resort                             |
| 29 de julho de 2014    | Tóquio                | Japão          | Shinagawa Stellar Ball                       |
| América do Norte       |                       |                |                                              |
| 1 de agosto de 2014    | Chicago               | Estados Unidos | Grant Park                                   |
| 3 de agosto de 2014    | Montreal              | Canadá         | Parc Jean-Drapeau                            |
| 5 de setembro de 2014  | Filadélfia            | Estados Unidos | The Mann Center                              |
| 6 de setembro de 2014  | Boston                | Estados Unidos | City Plaza Hall                              |
| 7 de setembro de 2014  | Lewiston              | Estados Unidos | Artpark Amphitheater                         |
| 11 de setembro de 2014 | Ottawa                | Canadá         | Hog's Back Park                              |
| 12 de setembro de 2014 | Toronto               | Canadá         | Echo Beach                                   |
| 14 de setembro de 2014 | Nova Iorque           | Estados Unidos | Píer 19, Parque do Rio Hudson                |
| 15 de setembro de 2014 | Nova Iorque           | Estados Unidos | United Palace Theatre                        |
| 16 de setembro de 2014 | Nova Iorque           | Estados Unidos | United Palace Theatre                        |
| 18 de setembro de 2014 | Raleigh               | Estados Unidos | Red Hat Amphitheater                         |
| 19 de setembro de 2014 | Atlanta               | Estados Unidos | Parque Piedmont                              |
| 20 de setembro de 2014 | Las Vegas             | Estados Unidos | MGM Grand Garden Arena                       |
| 22 de setembro de 2014 | Nashville             | Estados Unidos | Grand Ole Opry House                         |
| 23 de setembro de 2014 | Columbus              | Estados Unidos | Lifestyle Sommunities Pavilion               |
| 24 de setembro de 2014 | Cleveland             | Estados Unidos | Jacobs Pavilion at Nautica                   |
| 26 de setembro de 2014 | Milwaukee             | Estados Unidos | BMO Harris Pavilion                          |
| 27 de setembro de 2014 | Council Bluffs        | Estados Unidos | Harrah's Stir Concert Cove                   |
| 29 de setembro de 2014 | Broomfield            | Estados Unidos | 1stBank Center                               |
| 30 de setembro de 2014 | Las Vegas             | Estados Unidos | The Joint at Hard Rock Hotel                 |
| 2 de outubro de 2014   | Berkeley              | Estados Unidos | William Randolph Hearst Greek Theatre        |
| 6 de outubro de 2014   | Los Angeles           | Estados Unidos | Greek Theatre                                |
| 7 de outubro de 2014   | Los Angeles           | Estados Unidos | Greek Theatre                                |
| 9 de outubro de 2014   | Santa Bárbara         | Estados Unidos | Santa Barbara Bowl                           |
| 10 de outubro de 2014  | San Diego             | Estados Unidos | Cal Coast Credit Union Open Air Theatre      |
| 12 de outubro de 2014  | Austin                | Estados Unidos | Zilker Park                                  |
| Oceania                |                       |                |                                              |
| 27 de outubro de 2014  | Christchurch          | Nova Zelândia  | Horncastle Arena                             |
| 29 de outubro de 2014  | Dunedin               | Nova Zelândia  | Dunedin Town Hall                            |
| 31 de outubro de 2014  | Wellington            | Nova Zelândia  | TSB Bank Arena                               |
| 1 de novembro de 2014  | Auckland              | Nova Zelândia  | Vector Arena                                 |

### Concertos adiados
| Data                  | Cidade    | País          | Local                          | Razão                  |
| Oceania               | Oceania   | Oceania       | Oceania                        | Oceania                |
| --------------------- | --------- | ------------- | ------------------------------ | ---------------------- |
| 27 de janeiro de 2014 | Auckland  | Nova Zelândia | Silo Park                      | Conflito de calendário |
| 24 de abril de 2014   | Melbourne | Austrália     | Festival Hall                  | Doença                 |
| 26 de abril de 2014   | Melbourne | Austrália     | Festival Hall                  | Doença                 |
| 27 de abril de 2014   | Adelaide  | Austrália     | Adelaide Entertainment Centre  | Doença                 |
| 29 de abril de 2014   | Perth     | Austrália     | Challenge Stadium              | Doença                 |
| 2 de maio de 2014     | Sydney    | Austrália     | Hordern Pavilion               | Doença                 |
| 3 de maio de 2014     | Sydney    | Austrália     | Hordern Pavilion               | Doença                 |
| 4 de maio de 2014     | Newcastle | Austrália     | Newcastle Entertainment Centre | Doença                 |
| 6 de maio de 2014     | Brisbane  | Austrália     | Riverstage                     | Doença                 |